# Saison 10 de X-Files : Aux frontières du réel
Chronologie
X-Files : Régénération (film) Saison 11
Cet article présente le guide des épisodes de la dixième saison de la série télévisée américaine X-Files : Aux frontières du réel, diffusée du 24 janvier au 22 février 2016 sur le réseau Fox et en simultané sur le réseau CTV au Canada.
Cette saison marque le retour de la série en 2016, après une saison 9 diffusée en 2002.
En Belgique, la saison est diffusée en version originale sous titrée du 28 janvier au 25 février 2016 sur BeTV et en version française du 17 au 31 août 2016 sur RTL-TVI. En France, elle est diffusée du 25 février au 10 mars 2016 sur M6. En Suisse, elle est diffusée du 19 février au 4 mars 2016 sur RTS Deux et au Québec à partir du 30 août 2016 sur Max.

## Distribution

### Acteurs principaux
N.B : ne sont considérés comme acteurs principaux, que ceux dont les noms apparaissent dans le générique d'entrée. En l'occurrence, seulement trois sont pris en compte dans cette catégorie.
- Gillian Anderson (VF : Danièle Douet) : Dana Scully
- David Duchovny (VF : Georges Caudron) : Fox Mulder
- Mitch Pileggi (VF : Jacques Albaret) : Walter Skinner

### Invités
- Robbie Amell (VF : Anatole de Bodinat) : l'agent Miller (épisodes 5 et 6)
- Lauren Ambrose (VF : Barbara Kelsch) : l'agent Liz Einstein (épisodes 5 et 6)
- William B. Davis (VF : Jacques Brunet) : l'homme à la cigarette (épisodes 1, 5 et 6)
- Annabeth Gish (VF : Véronique Augereau) : Monica Reyes (épisode 6)
- Joel McHale (VF : Alexis Victor) : Tad O'Malley (épisodes 1 et 6)
- Jonathan Whitesell (VF : Benjamin Bollen) : Kyle (épisode 2)
- Rebecca Wisocky : Jackie Goldman (épisode 2)
- Dean Haglund : Richard Langly (épisode 5)
- Tom Braidwood : Melvin Frohike (épisode 5)
- Bruce Harwood : John Fitzgerald Byers (épisode 5)

 Source et légende : version française (VF) sur RS Doublage

## Production

### Préproduction
Le 24 mars 2015, le réseau Fox annonce la reprise de la série X-Files pour une suite composée de six épisodes. Chris Carter confirme peu après qu'il sera aux commandes du projet et assurera les fonctions de producteur et de scénariste.
Les scénaristes Glen Morgan et James Wong, ayant contribué au succès des quatre premières saisons de la série, seront de retour, alors que Vince Gilligan s'est désisté, occupé par la série Better Call Saul. Darin Morgan, qui a écrit quatre épisodes de la série d'origine qui ont contribué à son succès (Faux frères siamois (saison 2), Voyance par procuration, La Guerre des coprophages et Le Seigneur du magma (saison 3)), sera aussi de retour. Il écrira et réalisera le 3e épisode, Mulder and Scully Meet the Were-Monster.
Chris Carter déclare que l'ambiance de la mini-série s'inspirera de préoccupations actuelles telles que la surveillance accrue des citoyens et la réduction des droits et des libertés au nom de la sécurité. Certains épisodes, deux ou trois selon David Duchovny, seront consacrés à l'arc narratif de la mythologie de la série, alors que les autres reprendront le format « monstre de la semaine ».

### Attribution des rôles

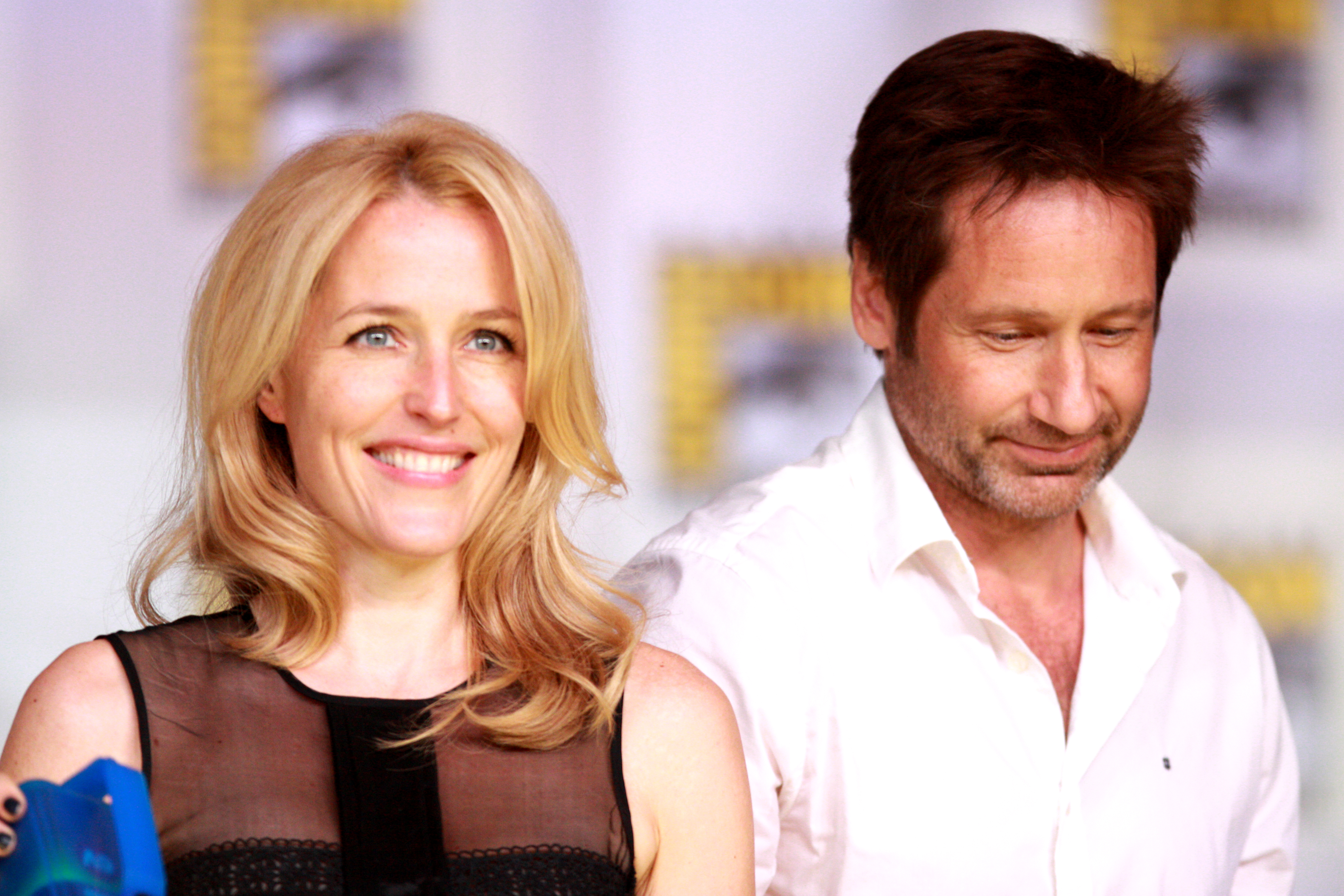
Gillian Anderson et David Duchovny au San Diego Comic-Con 2013, pour le 20e anniversaire de la série.

En plus de la présence essentielle de David Duchovny et Gillian Anderson pour le retour de la série, Mitch Pileggi et William B. Davis ont été confirmés pour reprendre leurs rôles respectifs.
En juin 2015, Joel McHale, puis Aliza Vellani (en) décrochent un rôle.
Chris Carter voulait faire revenir Robert Patrick et Annabeth Gish pour reprendre leurs rôles respectifs des agents John Doggett et Monica Reyes. Cependant, Robert Patrick a dû décliner l'offre en raison de son implication dans la série Scorpion. Le retour d'Annabeth Gish est par contre confirmé pour au moins un épisode alors que le tournage touche à sa fin.
Parmi les acteurs qui feront leur retour, Tom Braidwood, Dean Haglund et Bruce Harwood reprendront les rôles des Lone Gunmen, alors que Sheila Larken reprendra celui de la mère de Scully.

### Tournage
Le tournage de la mini-série se déroule dans la région de Vancouver, où ont été tournées les cinq premières saisons de la série, et commence le 8 juin 2015. Il se termine le 3 septembre. L'ordre de production n'est pas gardé pour le passage à la télévision, les épisodes sont diffusés dans le désordre (l'ordre de production équivalant à l'ordre de diffusion 1-4-3-5-2-6).

### Avant-première
Pour le Courmayeur Noir in Festival 2015, le premier épisode My Struggle a été projeté en avant-première, le 11 décembre 2015.

## Épisodes

### Épisode 1:La Vérité est ailleurs,1repartie
- États-Unis /  Canada : 24 janvier 2016 sur Fox[28] / CTV[29]
- Belgique :
  - 28 janvier 2016 sur BeTV (en VOSTFr)
  - 17 août 2016 sur RTL-TVI[30] (en VF)
- Suisse : 19 février 2016 sur RTS Deux[31]
- France : 25 février 2016 sur M6[4]
- Québec : 30 août 2016 sur Max[7]

- États-Unis : 16,19 millions de téléspectateurs[32] (première diffusion)
- Canada :
  - 2,4 millions de téléspectateurs[33] (première diffusion)
  - 3,048 millions de téléspectateurs[34] (première diffusion + différé 7 jours)
- France :
  - 4,64 millions de téléspectateurs[35] (première diffusion)
  - 5,4 millions de téléspectateurs[36] (première diffusion + différé 7 jours)

- Joel McHale : Tad O'Malley
- Annet Mahendru : Sveta
- Giacomo Baessato : le docteur à Roswell
- Hiro Kanagawa : le professeur Garner
- Rance Howard : l'informateur de Mulder à Washington
- William B. Davis : l'homme à la cigarette
- Gardiner Millar : l'agent du gouvernement à Roswell
- Aliza Vellani : l'infirmière de la salle des opérations
- Shaker Paleja : le chirurgien
- Sandy Da Costa : Allen

### Épisode 2:Les Enfants du chaos
- États-Unis /  Canada : 25 janvier 2016 sur Fox / CTV
- Belgique :
  - 28 janvier 2016 sur BeTV (en VOSTFr)
  - 17 août 2016 sur RTL-TVI (en VF)
- Suisse : 19 février 2016 sur RTS Deux
- France : 25 février 2016 sur M6
- Québec : 6 septembre 2016 sur Max

- États-Unis : 9,67 millions de téléspectateurs[38] (première diffusion)
- Canada : 2,685 millions de téléspectateurs[39] (première diffusion + différé 7 jours)
- France : 4,15 millions de téléspectateurs[35] (première diffusion)

- Jonathan Whitesell : Kyle Gilligan
- Rebecca Wisocky : Jackie Goldman
- Doug Savant : Dr Augustus Goldman
- Aaron Douglas :Lindquist
- Vik Sahay : Gupta
- Ryan Robbins : Murphy
- Christine Willes : sœur Mary
- Kacey Rohl : Agnès

- Cet épisode est en fait le 5e et avant-dernier épisode produit pour cette saison mais la chaîne ne tenant pas compte de l'ordre de production, il a été décidé de le diffuser en seconde place.
- Plusieurs coupes au montage ont été faites pour la diffusion française de cet épisode, M6 se défend en invoquant la réglementation du CSA en ce qui concerne la diffusion en prime-time[40].

### Épisode 3:Rencontre d'un drôle de type
- États-Unis /  Canada : 1er février 2016 sur Fox / CTV
- Belgique :
  - 4 février 2016 sur BeTV (en VOSTFr)
  - 24 août 2016 sur RTL-TVI (en VF)
- Suisse : 26 février 2016 sur RTS Deux
- France : 3 mars 2016 sur M6
- Québec : 13 septembre 2016 sur Max

- États-Unis : 8,37 millions de téléspectateurs[41] (première diffusion)
- Canada : 2,599 millions de téléspectateurs[42] (première diffusion + différé 7 jours)
- France : 3,55 millions de téléspectateurs[43] (première diffusion)

- Rhys Darby : Guy Mann
- Kumail Nanjiani : Pasha
- Richard Newman : Dr Rumanovitch
- Tyler Labine : le drogué
- Nicole Parker-Smith : la droguée
- Alex Diakun : le manager
- D.J. « Shangela » Pierce : Annabell

Mulder relit ses vieux dossiers et découvre que la plupart des affaires inexpliquées ont été résolues de façon rationnelle. Scully espère lui remonter le moral par une affaire impliquant un monstre : deux drogués ont permis la découverte de quatre cadavres dans une forêt et jurent avoir vu un homme-lézard sur place. Les résultats des autopsies surprennent Scully mais Mulder reste pessimiste jusqu'à la nuit suivante où une prostituée se fait agresser par le monstre et que le garde-chasse et lui-même le voient également. Le gérant du motel où logent Mulder et Scully le surprend également par une des entrées secrètes qui lui permettent d'espionner les clients, mais Mulder doute du témoignage, vu l'ivresse du témoin.

- Un épisode comique avec une allusion à Dossiers brûlants : Guy, l'homme lézard porte exactement les mêmes vêtements de Carl Kolchak (à savoir son chapeau et son costume).
- Au début de l'épisode réapparaissent Tyler Labine et Nicole Parker-Smith, présents dans les épisodes 12 (La Guerre des coprophages) et 22 (Les Dents du lac) de la saison 3.
- Afin de rendre hommage à Kim Manners, réalisateur de nombreux épisodes de la série décédé en 2009, une scène a été tournée dans le cimetière où se trouve sa tombe : pour approcher le suspect, Mulder fait mine de s'y recueillir[44].
- Lorsque Scully appelle Mulder au cimetière, on entend sa sonnerie de téléphone : le thème original de la série.
- À son arrestation, le meurtrier demande que l'on nourrisse son poisson rouge pour lui : un clin d’œil aux saisons précédentes, quand les amis de Mulder allaient à son appartement durant ses absences pour nourrir le sien ou bien, sous ce prétexte.

### Épisode 4:Esprit vengeur
- États-Unis /  Canada : 8 février 2016 sur Fox / CTV
- Belgique :
  - 11 février 2016 sur BeTV (en VOSTFr)
  - 24 août 2016 sur RTL-TVI (en VF)
- Suisse : 26 février 2016 sur RTS Deux
- France : 3 mars 2016 sur M6
- Québec : 20 septembre 2016 sur Max

- États-Unis : 8,31 millions de téléspectateurs[45] (première diffusion)
- Canada : 2,423 millions de téléspectateurs[46] (première diffusion + différé 7 jours)
- France : 3,11 millions de téléspectateurs[43] (première diffusion)

- Sheila Larken : Margaret Scully
- Tim Armstrong : Trashman
- John DeSantis : l'Homme au Sparadrap
- Daryl Shuttleworth : Daryl Landry
- Peggy Jo Jacobs : Nancy Huff
- Alessandro Juliani : Joseph Cutler
- Chris Shields : le détective Gross
- Gary Sekhon : le criminaliste
- Sachin Sahel : Jack Budd
- Veena Sood : Dr. Louise Colquitt
- Jannen Karr : l'infirmière Taillie
- Seth Whittaker : Fitzpatrick
- Daniel Jacobsen : Proudley
- Sam Bob : un SDF
- Andrew Morgado : Charlie Scully

Un employé de la mairie de Philadelphie est retrouvé la tête et les membres arrachés dans son bureau. Mulder et Scully sont envoyés sur l’affaire mais Scully doit s'absenter : sa mère a fait une attaque cardiaque et elle est en situation critique. Mulder reprend donc seul l’affaire et découvre une légende urbaine sur le Trashman, qui aurait tué l'employé pour sauver les SDF du quartier menacés d'expulsion. Un graffiti du personnage est enlevé par deux marchands d'art qui sont tués à leur tour, mais le seul indice trouvé est un pansement sans trace biologique. À l'hôpital, Scully découvre que sa mère a changé ses dernières volontés, ne voulant pas être réanimée, et a demandé à contacter Charlie, un frère de Dana qui a rompu tout lien avec sa famille. Quand Dana parvient à joindre son frère et faire écouter sa voix à sa mère, celle-ci reprend brièvement conscience et évoque William avant de sombrer définitivement dans le coma. Scully est alors assaillie par les souvenirs de son fils, sa naissance et son abandon.

- L'avis d'urbanisme qui démarre l'épisode est une mise en abyme : la datation reprise dans l'avertissement correspond à celle de la première diffusion de l'épisode, sur la FOX.

### Épisode 5:Babylon
- États-Unis /  Canada : 15 février 2016 sur Fox / CTV
- Belgique :
  - 18 février 2016 sur BeTV (en VOSTFr)
  - 31 août 2016 sur RTL-TVI (en VF)
- Suisse : 4 mars 2016 sur RTS Deux
- France : 10 mars 2016 sur M6
- Québec : 27 septembre 2016 sur Max

- États-Unis : 7,07 millions de téléspectateurs[47] (première diffusion)
- Canada : 2,415 millions de téléspectateurs[48] (première diffusion + différé 7 jours)
- France : 2,983 millions de téléspectateurs[49] (première diffusion)

- Robbie Amell : l'agent Miller
- Lauren Ambrose : l'agent Einstein
- William B. Davis : l'homme à la cigarette
- Artin John : Shiraz
- Garry Chalk : Mad Dog)
- Marci T. House : la femme énervée
- Eric Breker : l'agent Brem
- Bruce Harwood : John Fitzgerald Byers
- Tom Braidwood : Melvin Frohike
- Dean Haglund : Richard Langly
- Nina Nayebi : Noora
- Janet Kidder : l'infirmière

Un attentat à la bombe est perpétré dans une galerie d'art au Texas par deux terroristes islamistes et un des deux kamikazes survit, grièvement blessé et dans le coma. Mulder et Scully reçoivent la visite des jeunes agents Miller et Einstein, un duo très semblable aux deux vétérans qui les demandent sur cette affaire, chacun à leur façon : Miller veut l’aide de Scully pour un interrogatoire basé sur les réponses de l'encéphalogramme du terroriste, pendant que Mulder demande l'assistance d'Einstein alors qu'il va ingérer des champignons hallucinogènes et tenter de communiquer avec le terroriste dans la noosphère.

- La personne entendue dont l'agent Einstein confirme être une parente éloignée auprès de Scully, n'est ni plus ni moins qu'Albert Einstein.
- Des références (Easter Eggs) à la série originale, visuelles ou audio, ont été insérées dans cet épisode[50].
- Les Bandits solitaires, depuis longtemps disparus, font une ultime apparition posthume dans cet épisode au travers d'hallucinations.
- La séquence de Mulder hallucinant fait penser à celle de Sam Hodiak (joué également par David Duchovny) dans l'épisode 10 de la série Aquarius (saison 01 : "It's Alright Ma (I'm Only Bleeding)") réalisé quelques mois auparavant.

### Épisode 6:La Vérité est ailleurs,2epartie
- États-Unis /  Canada : 22 février 2016 sur Fox / CTV
- Belgique :
  - 25 février 2016 sur BeTV (en VOSTFr)
  - 31 août 2016 sur RTL-TVI (en VF)
- Suisse : 4 mars 2016 sur RTS Deux
- France : 10 mars 2016 sur M6
- Québec : 4 octobre 2016 sur Max

- États-Unis : 7,60 millions de téléspectateurs[51] (première diffusion)
- Canada : 2,242 millions de téléspectateurs[52] (première diffusion + différé 7 jours)
- France : 2,621 millions de téléspectateurs[49] (première diffusion)

- Annabeth Gish : Monica Reyes
- Lauren Ambrose : l'agent Einstein
- Robbie Amell : l'agent Miller
- William B. Davis : l'homme à la cigarette
- Joel McHale : Tad O'Malley
- Gardiner Millar : l'homme en costume à Roswell
- Aliza Vellani : l'infirmière Sandeep
- John Specogna : Dr. Grayson

Six semaines après sa rencontre avec Tad O'Malley, Scully remarque la disparition de Mulder et le retour en ligne de l'émission complotiste. Scully en informe Skinner et Einstein avant de retrouver O'Malley, qui recherche aussi Mulder et affirme avoir des preuves de l'insémination d'ADN extra-terrestre dans le génome de chaque citoyen américain en vue de déclencher une pandémie par le virus Spartiate et tuer une grande partie de la population. Scully et Einstein voient peu à peu les malades affluer, mais Einstein refuse de croire à l'ampleur d'un tel complot.

Scully découvre par l'ex-agent Monica Reyes que la pandémie est réelle et a été déclenchée par l'Homme à la Cigarette, qui a survécu au bombardement au Nouveau-Mexique et possède le moyen de se protéger du virus Spartiate. Reyes a accepté le vaccin et tenté d'empêcher la pandémie de l’intérieur du Syndicat, en vain. Scully et Einstein commencent donc à développer un vaccin à partir de l'anomalie génétique que Scully a découvert dans son ADN. Miller retrouve Mulder alors que celui-ci confrontait l'Homme à la Cigarette et refusait son offre de rejoindre les rangs des survivants à la pandémie.

- Il est question de trainées chimiques (basée sur la théorie des chemtrails).